# Shoshone (California)
Shoshone es un lugar designado por el censo (en inglés, census-designated place, CDP) ubicado en el condado de Inyo, California, Estados Unidos. Según el censo de 2020, tiene una población de 22 habitantes.

## Geografía
La localidad está ubicada en las coordenadas 35°58′N 116°18′O / 35.967, -116.300 (35.96723, -116.30877). Según la Oficina del Censo, un total de 74.36 km² son tierra y 0.001 km² están cubiertos de agua.

## Demografía
Según la Oficina del Censo, en 2000 los ingresos medios de los hogares de la localidad eran de $66,250 y los ingresos medios de las familias eran de $61,750. Los hombres tenían ingresos medios por $31,406 frente a los $41,500 que percibían las mujeres. Los ingresos per cápita para la localidad eran de $27,051. Alrededor del 4.8% de la población estaba por debajo del umbral de pobreza.
De acuerdo con la estimación 2017-2021 de la Oficina del Censo, no existen personas por debajo del umbral de pobreza en la localidad.